# Kuala Terengganu
Kuala Terengganu (Jawi: كوالا ترڠڬانو; tiếng Trung Quốc: 瓜拉登嘉楼 thông tục viết tắt là KT) là thành phố lớn nhất và là thủ phủ bang Terengganu, Malaysia. Ngày 01 tháng 1 năm 2008, Kuala Terengganu đã được nâng thành thành phố. Thành phố có dân số 286.317 người và cũng là thủ phủ của một huyện cùng tên. Kuala Terengganu có khoảng cách khoảng 500 km về phía đông bắc Kuala Lumpur nằm trên một doi đất được bao quanh ba mặt của Biển Đông. Cái tên có nghĩa là "Bến cảng Terengganu", đề cập đến cửa sông Terengganu đổ vào đại dương vào thời điểm này. Những cư dân của thành phố nói một phương ngữ khác biệt Terengganese của Mã Lai.
Một gia đình của thương nhân Trung Quốc kinh doanh giữa Trung Quốc và bán đảo Mã Lai thành lập Kuala Terengganu vào đầu thế kỷ XV. Ngay sau khi nó được thành lập, thị trấn phát triển thành một tiền đồn kinh doanh quan trọng giữa hai nước. Tuy nhiên, sau khi đế chế Malacca chinh phục thị trấn, ảnh hưởng của nó như là một cửa ngõ hàng đầu trong khu vực Đông Nam Á giảm vì hầu hết các thương nhân ưa thích để dừng lại ở Melaka, là trung tâm thương mại giữa Trung Quốc, Ấn Độ và Đông Nam Á.